# بانسانگ
بانسانگ (به لاتین: Bansang) یک منطقهٔ مسکونی در گامبیا است که در Central River Division واقع شده‌است. بانسانگ ۸،۸۴۳ نفر جمعیت دارد.